# Ziselieren

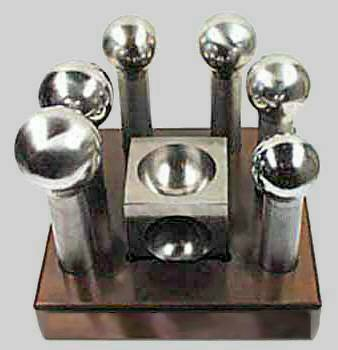
Kugelpunzen mit Würfelanke

Unter Ziselieren versteht man eine Form der Metallbearbeitung, bei der das Metall nicht geschnitten, sondern über eine weiche Unterlage mit Hammer und Punzen getrieben oder gedrückt wird, so dass Linien und reliefplastische Formen entstehen, die ähnlich aussehen wie Abgüsse von negativen Hohlschnitten, jedoch mit weicheren Kanten. Durch Ziselieren wird eine Verzierung von metallischen Oberflächen beispielsweise bei einem Schmuckgegenstand, einer Uhr (Taschenuhr) oder Waffen (insbesondere bei Revolvern) erreicht.

## Ableitung des Namens
Der Begriff stammt etymologisch von französisch ciseau (dt. „Meißel“). Wie aus der  Herkunft des Namens ableitbar, wurde unter dem Begriff zunächst nicht nur die spanlose Bearbeitung von Metall verstanden, sondern grundsätzlich die plastische Verformung.

## Verfahren

Ziselierhammer

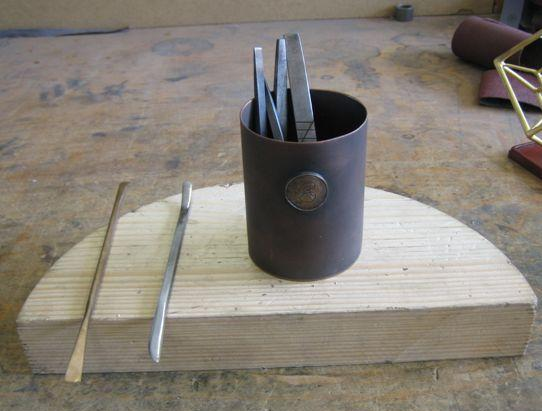
Punzenbüchse aus Kupfer

Das Ziselieren ist wie das Treiben eine spanlose Verformung glatter Metalloberflächen. Im Gegensatz dazu ist das Gravieren (zum Beispiel die Waffengravur) eine spanabhebende Technik. Ziselieren bedeutet, Muster in Metall zu treiben; das heißt, kaltes Metall zu modellieren.
Durch Verwendung von verschieden geformten Punzen, aber auch durch Werkzeuge wie Stichel, Feile, Meißel und ähnliche, werden in die zumeist polierten Metalloberflächen Muster oder Ornamente eingearbeitet. Mit einer Ziselierung entsteht so eine neue Oberfläche: das Relief. Zwischen den einzelnen Arbeitsschritten muss das Metall immer wieder erhitzt werden, damit es sich entspannen kann.
Das Werkstück wird auf ein Sandkissen gelegt oder besser in eine nach allen Seiten drehbare Ziselierkugel (eine hohle, gusseiserne Halbkugel mit 20–30 cm Durchmesser) eingebettet und frei aus der Hand, von der Rückseite beginnend, bearbeitet. Die Halbkugel ist, um eine elastische Unterlage zu erhalten, mit Ziselierkitt ausgegossen. Dieser besteht aus einem Gemenge aus gleichen Teilen von schwarzem Pech und feinem Ziegelmehl, dem je nach gewünschter Geschmeidigkeit etwas Rindertalg oder zur Aushärtung Bienenwachs oder echtes Terpentin beigefügt wird. Die Masse muss elastisch sein und sich je nach Bedarf durch Erwärmung weicher und nachgiebiger machen lassen. Der erkaltete Kitt dient als stabiler Rückhalt.
Die Hauptwerkzeuge für das Ziselieren sind der Ziselierhammer und Punzen, Meißel und Stichel. Ein Ziseleur hat viele Dutzend Meißel verschiedenster Formen und meist über hundert Punzen, die er mehrheitlich selbst anfertigen muss. Dazu kommen eine Vielzahl Stichel, die er nach seiner Arbeitsgewohnheit ebenfalls selbst anfertigen muss. Die Graveur-Ziselur, bei der auch die Werkzeuge und die Arbeitstechniken des Graveurs benötigt werden, nutzt beide Arbeitsverfahren. Waffengravuren wiederum werden nur mit Meißeln hergestellt und sind ein Spezialgebiet.

## Anwendung

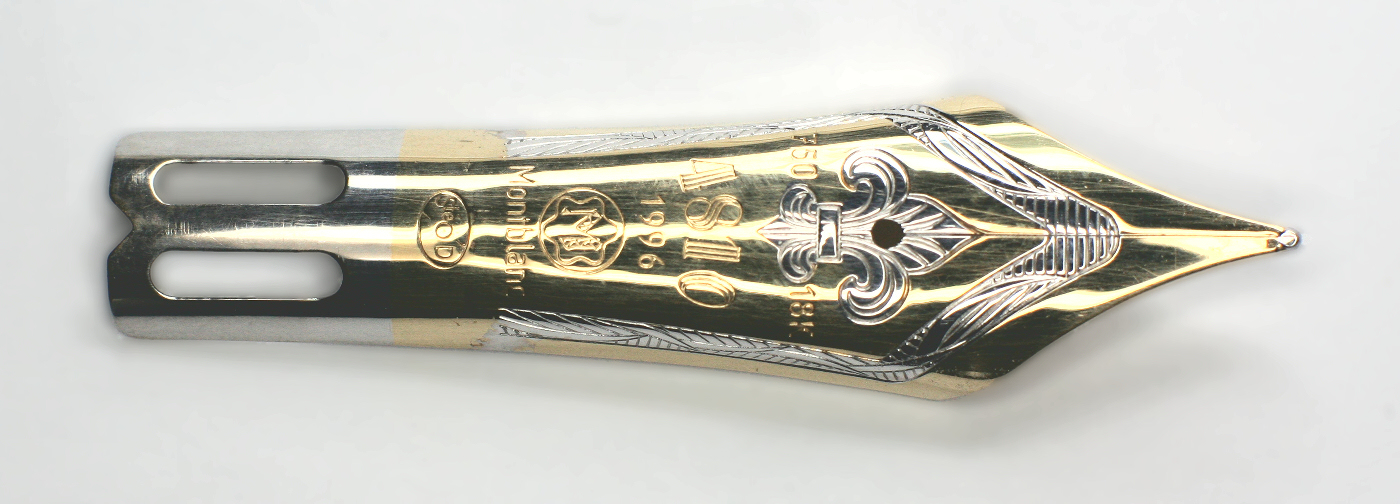
Feder eines Füllfederhalters mit aufwändiger Ziselierung

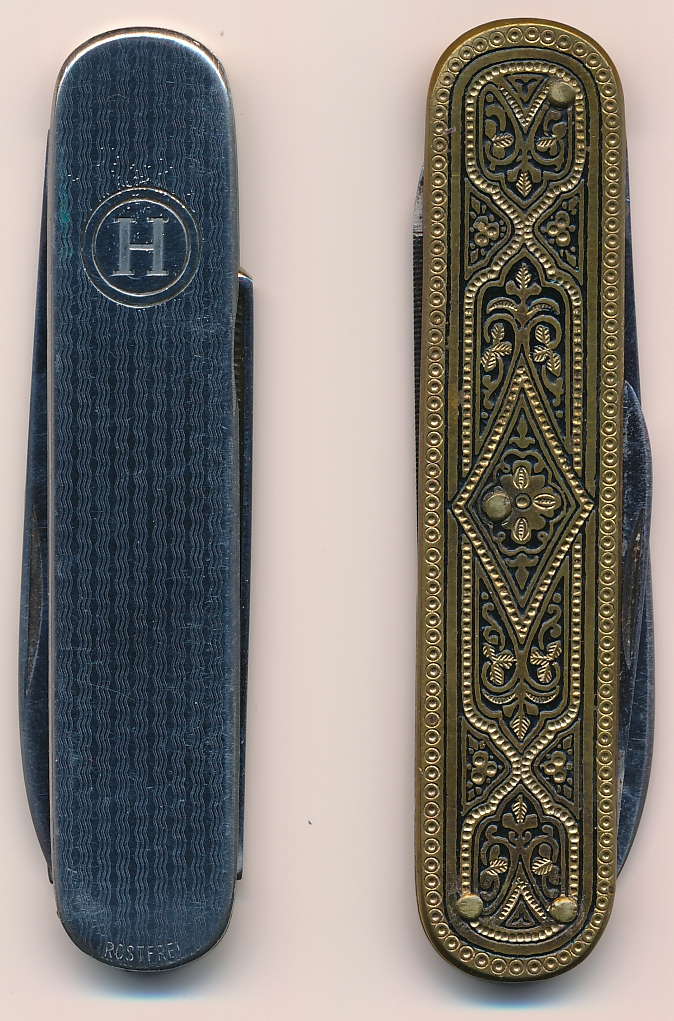
Ziselierte Taschenmesser

Ziselieren ist eine sehr alte Technik, die bereits die frühen Hochkulturen aus der Inkazeit (Bronzezeit) benutzten, um kostbare plastische Schmuckstücke herzustellen. Quer durch alle Kulturepochen haben Schmuckschaffende diese feine und zeitaufwändige Technik angewendet und je nach Zeitgeist sehr unterschiedliche Stücke, wie Uhren, Schmuck und andere Gegenstände des vornehmen Gebrauchs sowie sakrale Gefäße geschaffen. Auch hochwertige Faustfeuerwaffen wurden oft ziseliert.
Es gibt drei verschiedene Arten des Ziseleurberufs (früher Ciseleur geschrieben): den Treib-Ziseleur, den Guss-Ziseleur und den Glasformen-Ziseleur.
Der Treib-Ziseleur treibt mit überwiegend rund polierten Punzen und einem Ziselierhammer Reliefs/Bilder in ein Kupferblech, das in ein Pechbad eingebettet wird. Es gibt ganze Skulpturen/Figuren, die aus Kupferblech gefertigt und dann mit Zinn verlötet wurden. 
Der Guss-Ziseleur arbeitet in Kunstgusswerkstätten und ist der Guss-Veredler des Bildhauers, der Reste des Gussvorgangs entfernt und dem Gussstück die endgültige Form gibt. Kunstgüsse in Bronze, Silber oder Gold werden vom Guss-Ziseleur so überarbeitet und patiniert (eingefärbt), wie der Bildhauer/Künstler es sich vorstellt. Es gibt noch Ziseleure, die diesen Beruf erlernt haben und auch ausüben, zumeist in Bronzegießereien. Das Ziselieren wird heute manchmal von den Künstlern selbst ausgeübt, die durch Bearbeitung mit Punzen, Ziselierwerkzeugen und Treibeisen Metallkunstobjekte herstellen.
Der Glasformen-Ziseleur ist in der Gegend um Zwiesel (Glasherstellung) beheimatet. Er stellte die Metall-Negativ-Formen für Schalen, Schüsselchen und Becher her. Diese Arbeit war sehr aufwändig, weil sehr exakt und sauber gearbeitet werden musste. Auch wurden die Negativformen mit Meißeln bearbeitet und dann von Hand poliert. Den Beruf des Ziseleurs gibt es offiziell seit ein paar Jahren nicht mehr. Der Ziseleur heißt jetzt Metallbildner – Ziseliertechnik.